# Туя пірамідальна (Волочиськ)
Ту́я піраміда́льна — ботанічна пам'ятка природи місцевого значення в Україні. Розташована в центральній частині міста Волочиськ Хмельницької області. 
Площа 0,02 га. Статус надано 1992 року. Перебуває у віданні Волочиської міської ради. 
Статус надано з метою збереження алеї з насадженнями туї західної пірамідальної форми. 